# Coupang

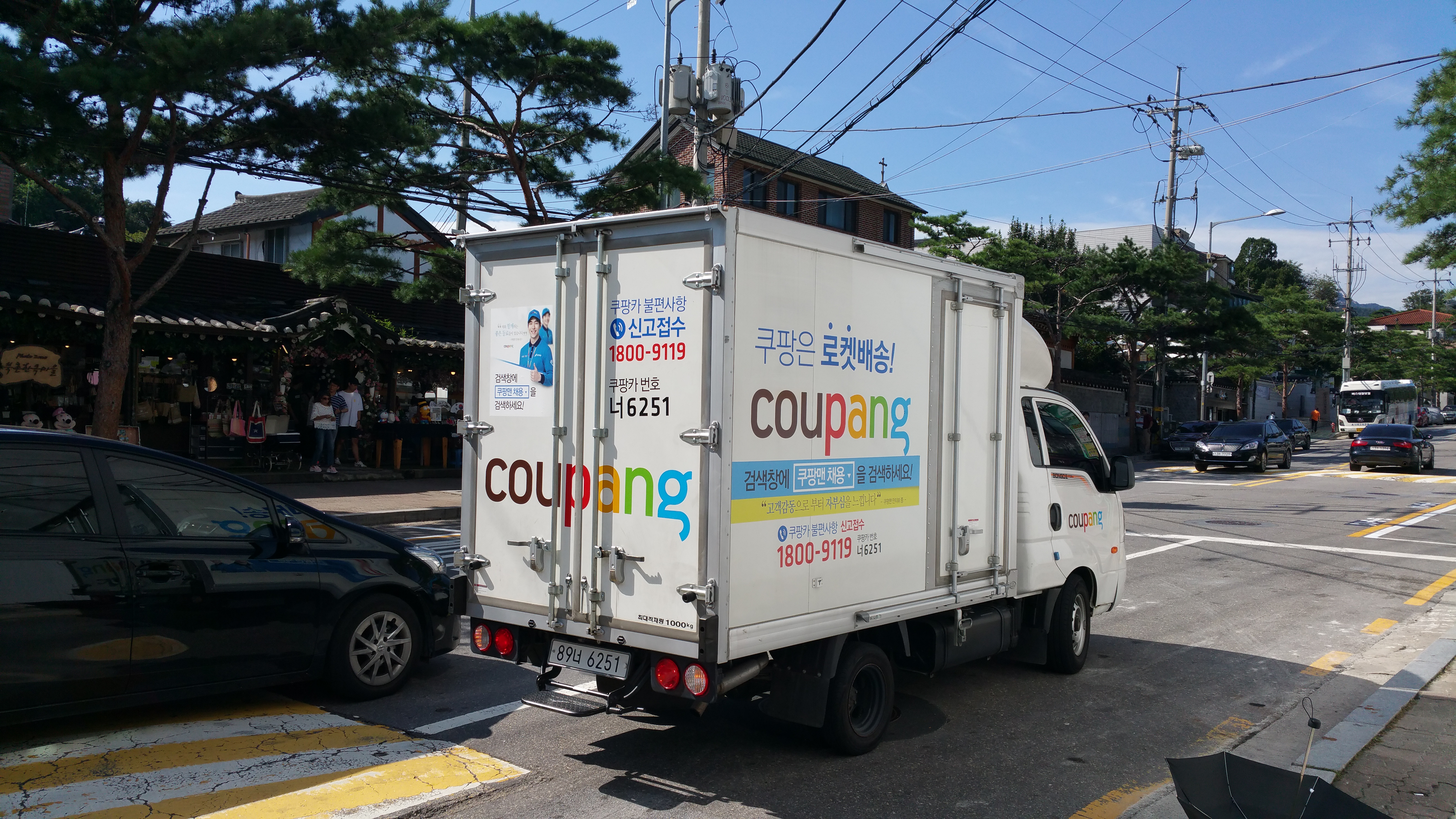
Xe tải giao hàng Coupang ở Seoul năm 2017

Coupang (tiếng Hàn: 쿠팡) là một công ty thương mại điện tử của Hàn Quốc có trụ sở tại Seoul và được thành lập tại Delaware, Hoa Kỳ. Sau khi thành lập vào năm 2010 bởi Bom Kim, công ty mở rộng trở thành thị trường trực tuyến lớn nhất tại Hàn Quốc. Việc mở rộng đã đưa công ty đến với lĩnh vực cung cấp dịch vụ phát trực tuyến sau khi ra mắt Coupang Play. Coupang thường được ví như "Amazon của Hàn Quốc" do vị thế và quy mô doanh nghiệp của nó trên thị trường trực tuyến Hàn Quốc.

## Tổng quan
Trở thành thị trường đầu tiên và là nhà bán lẻ trực tuyến lớn nhất Hàn Quốc, doanh thu hàng năm của Coupang cao hơn 5,9 tỷ đô la Mỹ. Mạng lưới Rocket Delivery của công ty cung cấp dịch vụ giao hàng trong ngày hoặc vào ngày hôm sau của hơn năm triệu mặt hàng độc nhất. Coupang tuyên bố rằng 99,6% đơn đặt hàng của họ được giao trong vòng 24 giờ. 70% người dân Hàn Quốc sống trong phạm vi 10 phút lái xe từ trung tâm logistic Coupang.
Coupang có trụ sở chính tại quận Songpa ở Seoul; và cũng có văn phòng tại Bắc Kinh, Thượng Hải, Los Angeles, Mountain View, Seattle. Công ty được thành lập tại Delaware, Hoa Kỳ.
Bom Kim - người sáng lập Coupang, là sinh viên của đại học Harvard và bắt đầu theo học chương trình MBA tại trường Kinh doanh Harvard nhưng đã bỏ học sau sáu tháng tham gia.
Kim đăng ký Coupang là một công ty trách nhiệm hữu hạn ở Mỹ, nhằm được phép tiếp cận nguồn vốn của Mỹ. Vào tháng 11 năm 2018, Coupang nhận được khoản đầu tư 2 tỷ đô la Mỹ từ SoftBank. Các nhà đầu tư lớn khác đầu tư vào Coupang gồm có BlackRock và Fidelity Investments.
Công ty đã phát triển trong đại dịch COVID-19 với nhu cầu mua sắm trực tuyến ngày càng tăng. Tháng 7 năm 2020, Coupang mua lại tài sản của Hooq - một dịch vụ phát trực tuyến của Singapore để tạo thành nền tảng chính cho dịch vụ phát trực tuyến có tên Coupang Play.
Coupang phát hành công khai lần đầu (IPO) trên sàn giao dịch Chứng khoán New York vào ngày 11 tháng 3 năm 2021.
Ngày 4 tháng 6 năm 2021, Coupang thông báo bắt đầu hoạt động ở Nhật Bản. Đến ngày 8 tháng 7 năm 2021, công ty ra mắt tại Đài Loan.

## Tài chính
Coupang đã phát triển nhanh chóng. Công ty công bố vào năm 2020 rằng doanh thu hàng năm của họ vào năm 2019 tăng 64,2% so với năm trước, đạt tổng cộng 7,15 nghìn tỷ won (5,9 tỷ USD). Khoản lỗ hoạt động trong năm 2019 giảm từ 1,13 nghìn tỷ won xuống 720,5 tỷ won, giảm 36%. Lợi nhuận thu được là do dịch vụ giao hàng nhanh được mở rộng trên toàn quốc, cũng như duy trì dịch vụ Rocket Delivery qua đêm; đồng thời kinh doanh đồ gia dụng và thực phẩm tươi sống; dẫn đến lượng khách hàng tăng lên đều đặn. Công ty đã tạo ra 2.500 việc làm trong năm 2014 và tăng lên 30.000 việc làm vào năm 2019; chi phí chi trả lao động tăng tương ứng từ 100 tỷ won năm 2014 lên 1,4 nghìn tỷ won vào năm 2019. Năm 2020, đại dịch COVID đã làm tăng doanh số bán hàng của công ty do sự bùng nổ đặt hàng trực tuyến của người dân khi phải tuân thủ giãn cách xã hội và hạn chế đi lại.
Theo SoftBank Capital, giá trị ước tính của Coupang là 9 tỷ USD, đến hiện tại công ty kiếm được 3,4 tỷ USD vốn đầu tư mạo hiểm. SoftBank đã tài trợ cho công ty 1 tỷ USD vào năm 2015 và 2 tỷ USD vào năm 2018.
Sau đợt IPO của Coupang vào tháng 3 năm 2021, SoftBank sở hữu 1/3 công ty, Greenoaks Capital có 16,6% cổ phần, Maverick Holdings 6,4%, Rose Park Advisors 5,1%. BlackRock nắm giữ 2,1%, CEO Bom Suk Kim sở hữu xấp xỉ 10,2%.
Doanh số công ty tăng 74% trong quý đầu tiên của năm 2021 với 4,26 tỷ USD được ghi nhận so với quý đầu tiên của năm 2020. Khoản lỗ ròng hàng năm tăng 180%, lên 295 triệu USD trong cùng thời gian đó.
| Năm  | Đơn vị tính: triệu đô la Mỹ | Đơn vị tính: triệu đô la Mỹ | Đơn vị tính: triệu đô la Mỹ |
| Năm  | Doanh thu                   | Tổng thu nhập               | Thu nhập ròng               |
| ---- | --------------------------- | --------------------------- | --------------------------- |
| 2018 | 4.054                       | 189                         | - 1,098                     |
| 2019 | 6.273                       | 1,033                       | - 699                       |
| 2020 | 11,967                      | 1.986                       | - 463                       |
| 2021 | 18.406                      | 3.109                       | - 1,543                     |

## Dịch vụ

### Rocket Delivery
Coupang nổi tiếng với hệ thống giao hàng nhanh chóng và hiệu quả. Rocket Delivery là một dịch vụ đặc trưng, theo đó các mặt hàng được đặt trước nửa đêm sẽ được giao qua đêm bởi nhân viên giao hàng của chính Coupang. Tháng 7 năm 2020, nhân viên Rocket Delivery được đổi tên từ Coupangman thành Coupangfriend (쿠팡친구) do số lượng nữ nhân viên giao hàng tăng lên, đồng thời cũng ngụ ý rằng dịch vụ này mang tính thân thiện.
Dịch vụ Rocket Delivery miễn phí cho những người đăng ký là thành viên của Coupang Rocket, họ được miễn phí giao hàng cho tất cả các sản phẩm có gắn thẻ Rocket Delivery. Những người không đăng ký thành viên vẫn có thể sử dụng dịch vụ Rocket Delivery nếu họ mua hàng với tổng giá trị đơn hàng trên 19.800 KRW. Người ta ước tính rằng 32% người dùng Coupang đã đăng ký thành viên. 99,3% đơn đặt hàng Coupang Rocket Delivery được giao trong vòng một ngày.
Dịch vụ Rocket Delivery được thực hiện thông qua 200 nhà kho với tổng diện tích khoảng 1.858.060 mét vuông trên khắp đất nước. Các trung tâm logistic của Coupang lưu trữ khoảng 5,3 triệu loại sản phẩm bằng một hệ thống lưu trữ hiệu quả được gọi là Thuật toán Xếp hàng Ngẫu nhiên. Khoảng 1,7 triệu sản phẩm Rocket Delivery được gửi đi từ các trung tâm logistic mỗi ngày.

### Rocket Wow

Logo Coupang Rocket Wow

Rocket Wow là một dịch vụ đăng ký trả phí tương tự như Amazon Prime, mức phí là 2.900 KRW mỗi tháng. Ngày 30 tháng 12 năm 2021, Coupang đã điều chỉnh phí thành viên lên 4.990 KRW mỗi tháng. Dịch vụ đăng ký gia tăng đã áp dụng cho những người đăng ký mới.
Các tính năng của Rocket Wow:
- Giao hàng miễn phí cho toàn bộ sản phẩm có gắn thẻ Rocket Delivery
- Đổi trả miễn phí trong vòng 30 ngày
- Giảm giá cho các sản phẩm có gắn thẻ Rocket Wow
- Giao hàng trong vòng một ngày
- Nhận sản phẩm Rocket Fresh vào buổi sáng

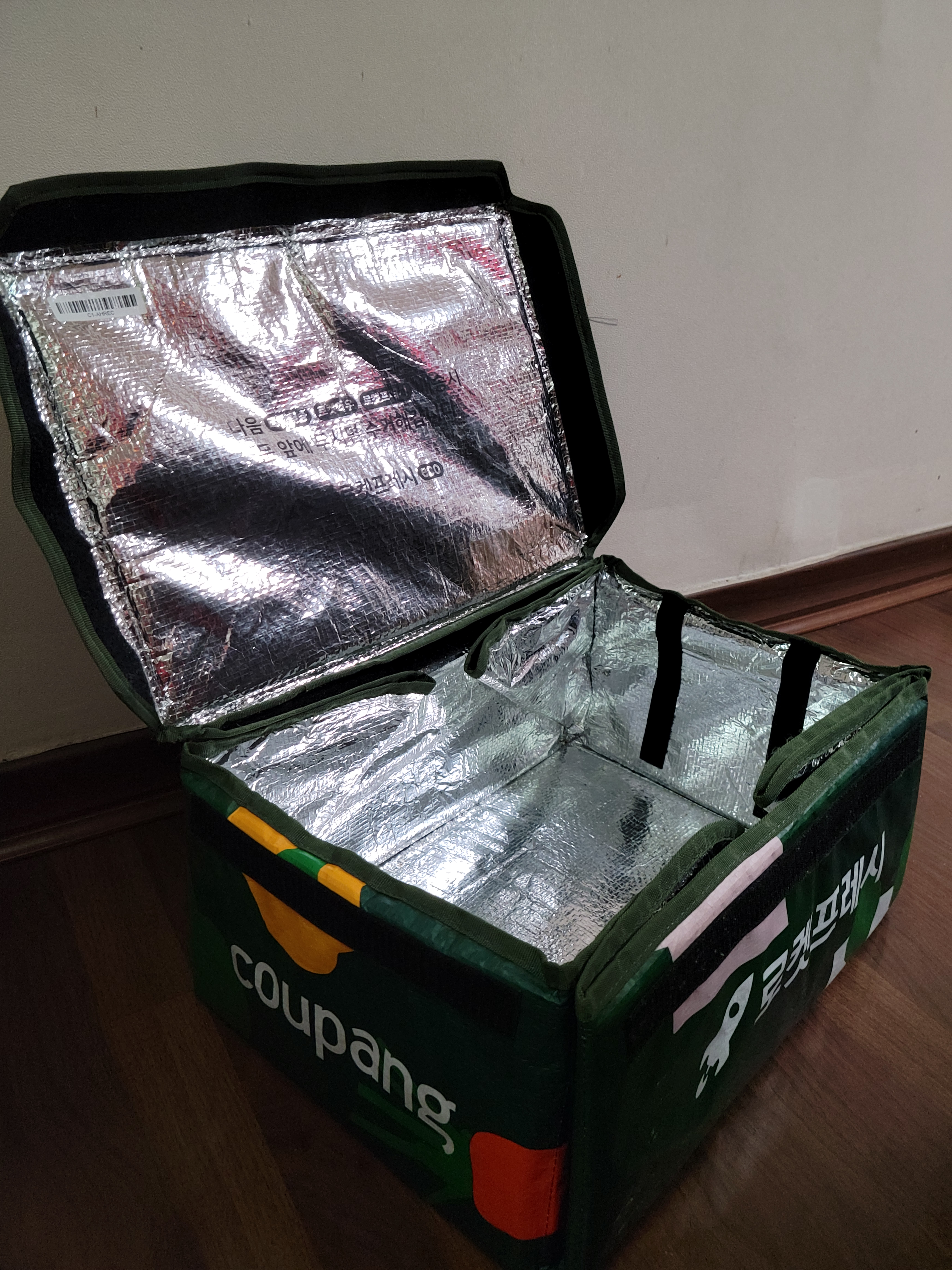
Túi Coupang Rocket Fresh Eco

- Sử dụng Coupang Play

### Rocket Fresh
Rocket Fresh là dịch vụ giao thực phẩm tươi sống. Tương tự như Rocket Delivery, Rocket Fresh giao thực phẩm tươi qua đêm. Người dùng có thể nhận đồ ăn trước 7 giờ sáng nếu đặt trước nửa đêm. Dịch vụ này có tới 8.500 loại thực phẩm. Nó đã giúp tiết kiệm thời gian mua sắm tạp hóa và cho phép phục vụ khách hàng một cách tiện lợi trong điều kiện giãn cách xã hội để ngăn chặn COVID-19.
Khi những người đã đăng ký dịch vụ Rocket Wow đặt hàng bằng Rocket Fresh, họ có thể chọn tùy chọn giao hàng Rocket Fresh Eco, đây là một tùy chọn để giao thực phẩm được đựng bên trong túi sinh thái tươi có thể tái sử dụng thay vì dùng hộp giấy. Túi này luôn bảo quản thực phẩm tươi ngon và sẽ được thu gom lại trong lần giao hàng tiếp theo của khách hàng.

### Rocket Direct Purchasing
Người dùng có thể mua hàng hóa ở nước ngoài thông qua Coupang. Dịch vụ Rocket Direct Purchasing cho phép giao hàng từ nước ngoài trong vòng 3 ngày.

### Coupang Eats
Coupang Eats là dịch vụ giao đồ ăn giống Uber Eats. Người dùng Coupang có thể đặt đồ ăn từ các nhà hàng hoặc tiệm ăn, và có thể theo dõi đơn hàng của mình trong thời gian thực. Theo "Báo cáo xu hướng dịch vụ giao hàng năm 2021" do công ty nghiên cứu thị trường Open Survey phát hành, ứng dụng dịch vụ giao hàng được sử dụng nhiều hàng đầu là Baemin (88,6%), Yogiyo (68,2%), Coupang Eats (34,7%). So với năm trước, Baemin tăng 8,9%, Yogiyo giảm 0,1%, Coupang Eats tăng 28,6%. Sự tăng trưởng hàng năm của Coupang Eats cũng đáng chú ý trong các cuộc khảo sát được công nhận của từng ứng dụng kể trên. Baemin tăng 2,4 điểm phần trăm, từ 93,4% vào năm ngoái lên 95,8% trong năm nay, Yogiyo vẫn là 90% và Coupang Eats tăng 49,1 điểm phần trăm, từ 23,3% lên 72,4%. Baedaltong giảm từ 62,7% xuống 55,5%. Coupang Eats đứng đầu danh sách với 74% về mức độ hài lòng của người dùng đối với các ứng dụng giao hàng.

### Coupang Flex
Coupang Flex là dịch vụ thuê ngoài dành cho bất kỳ ai trên 18 tuổi muốn tìm việc làm tạm thời. Mọi người có thể chọn thời gian mà mình muốn làm việc, công việc chính là giao hàng. Những người có xe ô tô có thể nhận các gói hàng từ trung tâm logistic của Coupang rồi tự giao hàng. Ai không có xe thì hỗ trợ Coupangman. Người dùng Coupang Flex được trả 800 KRW cho mỗi gói hàng giao vào ban ngày và 1200 KRW cho mỗi gói hàng giao ban đêm. Trung bình, họ có xu hướng giao từ 50 đến 60 gói hàng mỗi ngày.

### Coupang Play
Coupang Play là dịch vụ phát trực tuyến video dựa trên đăng ký của người dùng do Coupang ra mắt vào tháng 12 năm 2020. Dịch vụ này dựa trên nền tảng tài sản trước đây của Hooq. Sau khi nội dung SNL Korea 2 nổi bật với các ứng cử viên tổng thống và nghị sĩ Hàn Quốc được lan truyền, Coupang Play trở nên phổ biến với mức giá đăng ký hợp lý so với những dịch vụ OTT khác như Netflix, Wavve, TVING.

#### Phát sóng thể thao
- K League
- Giải bóng đá Ngoại hạng Anh
- La Liga
- Ligue 1
- Süper Lig
- National Football League
- National Hockey League
- Major League Soccer

#### Chương trình truyền hình
Theo kịch bản
- One Ordinary Day (2021)[38]
- Anna (2022)[39][40]

Không theo kịch bản
- Saturday Night Live Korea (2021; chuyển qua từ tvN)[41]

## Tranh cãi

### Rocket Delivery
Dịch vụ giao hàng nhanh của Coupang được giới thiệu vào năm 2014 với tên gọi Rocket Delivery, đã trở thành một chủ đề nóng vì hứa hẹn sẽ giao hàng trong vòng 24 giờ cho các đơn hàng trị giá trên 9.800 won. Dịch vụ này thậm chí còn giao hàng vào các ngày lễ. Nhờ đó, Coupang hiện đang dẫn đầu ngành thương mại điện tử Hàn Quốc về doanh số bán hàng. Tuy nhiên, Coupang sử dụng xe tải giao hàng của mình làm phương tiện riêng, không phải để vận chuyển hàng hóa, vì vậy biển số xe có màu trắng chứ không phải màu vàng vốn để vận chuyển hàng hóa. Tại Hàn Quốc, chỉ những xe tải được cấp phép mới có thể chở hàng từ bên thứ ba. Vì Coupang là nhà bán lẻ nên họ vận chuyển hàng hóa của riêng họ, giống như bất kỳ nhà bán lẻ nào khác vận chuyển hàng đến nhà khách hàng. Ngoài ra, nếu khách hàng đổi ý và trả lại sản phẩm có gắn thẻ Rocket Delivery, họ phải trả khoản khấu trừ 5.000 won cho chi phí bao bì, đóng gói, nhân công, trừ khi khách hàng là thành viên của Rocket Wow, một dịch vụ miễn phí giao hàng, trả hàng, phát trực tuyến, và nhiều lợi ích khác.

### Nhân viên tử vong
Coupang có liên quan đến những khiếu nại của các nhà hoạt động và gia đình của những nhân viên được cho là đã chết vì làm việc quá sức. Tháng 4 năm 2021, Kwon Young-gook, một luật sư và đồng chủ tịch tại Ủy ban Nhân quyền và Sức khỏe Nhân viên Coupang, cho biết "bảy nhân viên của Coupang và hai nhà thầu phụ đã tử vong vì rối loạn tim mạch, chẳng hạn như đau tim trong năm vừa qua .... Trong số chín trường hợp tử vong, năm người có liên quan đến công việc qua đêm vì họ đã qua đời trong hoặc sau khi làm việc ban đêm." Theo thống kê được công bố trên Korea Economic Daily, Coupang không ghi nhận trường hợp tử vong nào do tai nạn lao động kể từ khi ra mắt vào năm 2011 cho đến cuối năm 2020.
Coupang không phải là doanh nghiệp logistic và giao hàng duy nhất đối mặt với những lời phàn nàn như vậy vào năm 2021. Theo BBC, CJ Logistics và Hanjin Shipping là một trong số nhiều doanh nghiệp tham gia vào cuộc tranh cãi và các nhân  viên tại Lotte Global Logistics ở Seoul đã đình công. Tháng 4 năm 2021, công ty giới thiệu Coupang Care, một hệ thống cho phép nhân viên nghỉ giải lao có lương và huấn luyện chăm sóc sức khỏe.

### Hệ thống Item Winner
Có một cuộc tranh luận về hệ thống Item Winner của Coupang, hệ thống này chọn sản phẩm rẻ nhất trong số các sản phẩm giống như một người bán độc quyền. Có những lời chỉ trích rằng người bán cung cấp các mặt hàng với giá thấp như một won có thể độc quyền thị trường. Theo các điều khoản và điều kiện của Coupang, quyền này được giao cho Coupang ngay khi hình ảnh và nhãn hiệu của sản phẩm được đăng tải. Trong quá trình này, các vấn đề có thể phát sinh vì người bán có thể sử dụng hình ảnh của người bán khác, thông qua các thỏa thuận chuyển nhượng bản quyền của Coupang. Vào tháng 5 năm 2021, tình hình đã được báo cáo đang được Ủy ban Thương mại Công bằng xem xét.